# Caroline Fiat

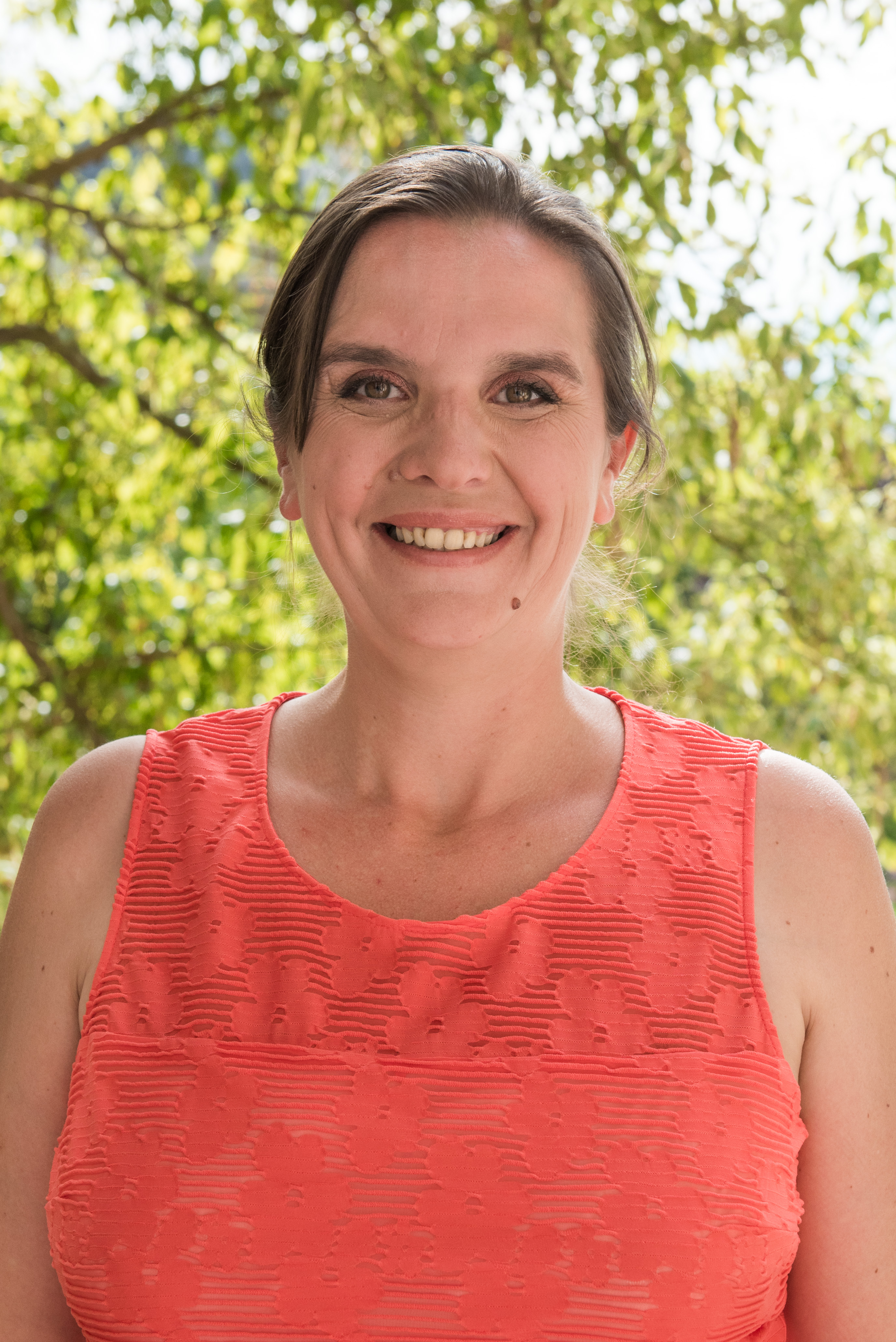
Caroline Fiat, 2017

Caroline Fiat (* 28. Januar 1977 in Verdun) ist eine französische Politikerin und seit 2017 Abgeordnete der Nationalversammlung für den Wahlkreis 6 Meurthe-et-Moselle. Sie ist Mitglied von La France Insoumise, nachdem sie zuvor Aktivistin der Kommunistischen Partei Frankreichs war.

## Leben
Seit 2009 arbeitet Caroline Fiat als Betreuerin in mehreren privaten Unterkünften für ältere Menschen in Grand Est (EHPADs). Fiat war im Laufe ihres Berufslebens auch Krankenwagenfahrerin, Telefonverkäuferin, kaufmännische Assistentin und Assistentin der Geschäftsführung.

## Weg in die Politik
Fiat wuchs in einer Familie auf, die der Confédération générale du travail (CGT) und der Kommunistischen Partei Frankreichs (PCF) nahestanden oder deren Mitglieder waren. Bei den französischen Präsidentschaftswahlen 2012 stimmte sie „halbherzig“ für Jean-Luc Mélenchon, weil sie die „großmäulige und belehrende Seite“ seiner Persönlichkeit missbilligte. Später änderte Fiat ihre Meinung über ihn und trat zunächst Ensemble! und dann La France Insoumise (LFI) bei, die 2016 von Mélenchon gegründet wurde. Ideologisch gesehen bezeichnet sich Fiat als Kommunistin.

## Mitglied der Nationalversammlung
Fiat wurde bei den französischen Parlamentswahlen 2017 im Wahlkreis 6 von Meurthe-et-Moselle zur Abgeordneten der Nationalversammlung gewählt und erhielt im zweiten Wahlgang 61,36 % der Stimmen gegen Cédric Marsolle vom Front National (FN), der im ersten Wahlgang den ersten Platz belegt hatte. Am 27. Juni 2017 kandidierte Fiat mit Unterstützung der LFI und der PCF für das Amt des Präsidenten der Nationalversammlung und landete auf dem letzten Platz.
Im September 2017 wurde Fiat von einem ihrer ehemaligen parlamentarischen Assistenten verklagt, der seine Entlassung anfocht und die Wiederaufnahme seines Arbeitsvertrags forderte.
Fiat war neben Monique Iborra von La République En Marche! (LREM) als Mitberichterstatterin einer Untersuchungsmission zu EHPADs, die im März 2018 ihre Schlussfolgerungen veröffentlichte. Der Bericht empfahl eine Verdoppelung der Zahl der Pflegekräfte und eine Investition von 8 Milliarden Euro mehr in EHPADs über vier Jahre. Am 1. Februar 2018 sprach sie sich für einen Gesetzentwurf über das Recht auf Sterbehilfe und assistierten Suizid aus, der schließlich in der Nationalversammlung ausgesetzt wurde. Fiat brachte auch einen Gesetzentwurf zum Verbot überhöhter Arzthonorare ein, um den Zugang zur Gesundheitsversorgung im Jahr 2019 zu verbessern.
Fiat ist Mitglied der Fraktion La France Insoumise in der Nationalversammlung, gehört daneben aber auch der Republikanischen und Sozialistischen Linken (GRS) an, die 2019 von Emmanuel Maurel und Marie-Noëlle Lienemann nach ihrer Abspaltung von der Sozialistischen Partei (PS) gegründet wurde.